# Jutta Siefert
Jutta Siefert (* 4. Januar 1969 in Offenburg) ist eine deutsche Juristin.

## Werdegang
Die im schwarzwälderischen Lahr aufgewachsene Siefert legte dort auch ihr Abitur ab. Von 1988 bis 1991 studierte sie an der Fachhochschule des Bundes, Fachbereich Arbeitsverwaltung in Mannheim. Dort bestand sie die Prüfung zur Diplom-Verwaltungswirtin (FH). An der Albert-Ludwigs-Universität Freiburg absolvierte sie anschließend bis 1996 ein rechtswissenschaftliches Studium. Das Referendariat am Landgericht Freiburg endete im Frühjahr 1998 mit der erfolgreich abgelegten zweiten juristischen Staatsprüfung. Begleitend war sie in jener Phase als wissenschaftliche Hilfskraft am von Prof. Schoch geleiteten Lehrstuhl für Verwaltungsrecht in Freiburg tätig. Am 1. Juli 1998 trat sie in den höheren Justizdienst des Landes Baden-Württemberg ein und war in der Folge als Richterin am Sozialgericht Karlsruhe eingesetzt, wo sie alsbald auch als Pressesprecherin fungierte. Von Dezember 2001 bis Ende Mai 2004 war sie an das Justizministerium Baden-Württembergs abgeordnet. Dort war sie unter anderem mit der Strukturreform der Bewährungshilfe und Fragen des badischen Amtsnotariarts befasst. Zum 1. Juni 2004 nahm sie – zunächst im Wege einer Abordnung – eine Tätigkeit am Landessozialgericht Baden-Württemberg auf. Im Januar 2006 wurde sie dort zur Richterin ernannt. Zum 1. Januar 2007 übernahm sie ebenfalls die Aufgabe der Präsidialrichterin. Es folgte am 27. Juni 2012 die Übergabe der Ernennungsurkunde durch BSG-Präsident Peter Masuch zur Richterin am Bundessozialgericht. Dieser Aufgabe ging Siefert seit 1. Juli 2012 zunächst im Siebten und Achten Senat nach, seit 2021 in dem für Grundsicherung für Arbeitsuchende/Bürgergeld zuständigen 7. Senat als stellvertretende Vorsitzende. Seit 2016 ist sie zudem Pressesprecherin des BSG.
Im Rahmen ihres publizistischen Wirkens trat sie als Mitautorin eines Kommentars zum SGB III und eines Fachanwalthandbuchs für den Bereich des Unfallversicherungsrechts in Erscheinung. Sie ist Herausgeberin eines Kommentars zum Asylbewerberleistungsrecht und Mitherausgeberin eines Kommentars zum SGB 12.

## Sportlerin
Als Ausgleich zu ihrer beruflichen Tätigkeit nimmt Siefert an Wettkämpfen im Marathon und Halbmarathon teil.
Bei den Deutschen Meisterschaften 2018 errang sie in der Marathon-Mannschaftswertung mit dem Team des PSV Grün-Weiß Kassel und einer eigenen Leistung von 3:10:06 h die Silbermedaille.